# Cléopâtre mourante
Pour les articles homonymes, voir La Mort de Cléopâtre.
Cléopâtre mourante (ou La Mort de Cléopâtre) est une huile sur toile (173 × 237 cm) du peintre italien Le Guerchin, datée d'environ 1648 et conservée au Palazzo Rosso, un des musées de la Strada Nuova à Gênes.

## Histoire
Des documents anciens montrent un paiement de 125 ducats (équivalent à 156 écus) accordé au peintre le 24 mars 1648 par (mg) Carlo Emanuele Durazzo de Gênes pour l'exécution d'un tableau sur ce sujet. Après un premier passage dans les collections de deux frères neveux de l'abbé, environ un siècle plus tard, la toile en question se trouve propriété de la famille Brignole, où elle est signalée en 1756 et en 1766 dans leur résidence de la capitale ligure. Elle sera offerte par la dernière représentante de la famille, Maria Brignole Sale, duchesse de Galliera, en 1889, à la ville de Gênes. Elle a ensuite été exposée successivement, d'abord dans le palazzo Bianco puis dans le palazzo Rosso,.
Une autre œuvre d'un sujet similaire, mais probablement de moindre qualité, fut également réalisée  par Le Guerchin vers 1650.
La commande de la toile génoise parut d'emblée d'un prestige considérable, à tel point que Le Guerchin demanda pour sa réalisation un cachet  plus élevé que celui qu'il recevait pour ses œuvres représentant des personnages entiers grandeur nature.

## Description
Le tableau, bien que simple dans la construction de la scène et dans les couleurs (principalement deux couleurs dominent, le blanc du lit et du corps de Cléopâtre et le violet du rideau et du coussin), apparaît d'emblée monumental et particulièrement raffiné, faisant de l'œuvre l'une des plus réussies de la période tardive du peintre.
Cléopâtre est sensuellement représentée dans une position allongée, mourant de la morsure de l'aspic, de la blessure duquel sortent deux gouttes de sang (selon l'histoire, la reine a préféré choisir le suicide plutôt que la défaite au combat). La jeune femme, presque entièrement dénudée, détourne le regard de l'objet de son suicide : le serpent. Le drapé imposant donne de la théâtralité à l'ensemble de la scène.